# 게르트 기거렌처

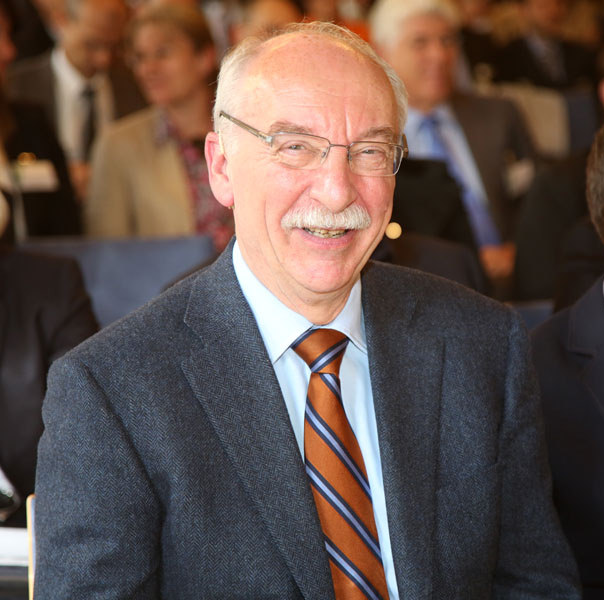

게르트 기거렌처(1947년 9월 3일 ~ )는 독일의 심리학자로, 제한된 합리성과 추론법의 사용을 연구하였다. Gigerenzer는 막스 플랑크 인간 개발 연구소 적응 행동 및인지 센터 (ABC) 센터의 명예소장이다.
기거렌처는 시간과 지식이 제한되어 인간이 자신의 세계를 추론하는 방법을 연구한다. 그는 불확실한 세계에서 확률 이론으로는 충분하지 않다고 제안한다. 그에 따르면, 사람들은 휴리스틱, 즉 경험 법칙을 사용한다. 그는 적응적 도구상자 (개인 또는 기관이 보유한 휴리스틱의 레퍼토리)와 현재 작업에 대해 좋은 휴리스틱을 선택할 수 있는 능력에 대한 합리적인 결정을 개념화한다. 휴리스틱은 환경의 구조에 맞게 생태 학적으로 합리적이라고 한다.
기거렌처는 휴리스틱이 비합리적이지 않거나, 항상 최적화에 두 번째로 좋다고 주장한다. 대조적으로, 그의 연구자들과 관련된 연구자들의 연구는 "더 적은 것이 더 많은"상황, 즉 휴리스틱이 적은 노력으로 보다 정확한 결정을 내리는 상황을 확인했다. 이것은 더 많은 정보가 항상 더 낫거나 자유롭다면 결코 해를 끼칠 수 없다는 전통적인 견해와 모순된다. 이러한 효과는 실험적으로, 분석적으로 그리고 컴퓨터 시뮬레이션에 의해 보여졌다.

## 생애

### 교육 경력
기거렌처는 1977년 뮌헨 대학교에서 박사 학위를 받았으며 같은 해 심리학 교수가 되었다. 1984년 그는 콘스탄츠 대학교로, 1990년에는 잘츠부르크 대학교로 옮겼다. 1992년부터 1995년까지는 시카고 대학교에서 심리학 교수로 일했으며 버지니아 대학교 법과에서 존 엠 올린 (John M. Olin) 객원 교수로 재직했다. 1995년 뮌헨의 막스 플랑크 심리학 연구소 소장이 되었다.
기거렌처는 바젤 대학교와 네덜란드 오픈 대학교에서 명예 박사 학위를 받았다. 또한 버지니아 대학교 대덴 비즈니스 스쿨, 베를린-브란덴부르크 과학 아카데미 및 독일 과학 아카데미 레오 폴 디나 연구원, 미국 예술 과학 아카데미 및 미국 철학 협회의 명예 회원이다.

### 휴리스틱
다니엘 골드스타인(Daniel Goldstein)과 함께 그는 먼저 인지 휴리스틱 과 최상의 것을 선택하는 휴리스틱을 이론화했다. 그것들은 반 무지 (인식 부족)가 더 많은 지식을 가진 것보다 더 나은 추론을 이끌 수 있는 분석 조건을 증명했다. 이러한 결과는 많은 실험에서 실험적으로 확인되었다. 예를 들어, 인정에 의존하는 반 무지한 사람들이 ATP (Association of Tennis Professionals) 순위 및 mble 블던 테니스 토너먼트의 결과를 예측하는 전문가보다 우수하거나 우수하다는 것을 보여주었다. 마찬가지로, 경험이 풍부한 전문가 (예 : 경찰, 전문 강도, 공항 보안)의 결정은 몸무게가 아닌 최상의 휴리스틱을 따르고 모든 정보를 추가하는 반면, 경험이 없는 학생들은 후자를 하는 경향이 있다. 휴리스틱의 세 번째 클래스 인 Fast-and-Frugal 트리는 분류를 위해 설계되었으며, 예를 들어 응급실에서 심장 마비를 예측하고 런던 법원의 치안 판사가 결정한 보석 결정을 모델링하는 데 사용된다. 이러한 경우 위험을 알 수 없으므로 전문가는 불확실성에 직면한다. Fast-and-Frugal 트리 와 다른 휴리스틱의 논리를 더 잘 이해하기 위해 기거렌처와 그의 동료들은 개념을 신호 탐지 이론과 같은 잘 알려진 최적화 이론에 매핑하는 전략을 사용한다.
대니얼 카너먼과 아모스 트버스키의 작업에 대한 비판가인 기거렌처는 휴리스틱이 휴리스틱으로 인해 인간의 사고를 비이성적 인인지 적 편견으로 수수께끼 지 말고 오히려 합리성을 공식적인 규칙과 일치하지 않는 적응형 도구로 생각해야 한다고 주장한다. 논리 또는 확률 미적분. 그와 그의 협력자들은 이론적으로 그리고 실험적으로 많은인지 오류가 결합 오류, 기본 요율 오류 및 과신 과 같은 불확실성의 세계에 대한 적응 형 응답으로 더 잘 이해되고 있음을 보여 주었다.

### 적응적 도구상자
적응적 도구상자의 기본 아이디어는 서로 다른 사고 영역에서 하나의 보편적 인 전략 대신 다른 특수한 인지 메커니즘이 필요하다는 것이다. 적응 형 도구 상자와 그 진화에 대한 분석은 핵심인지 능력 (예 : 인지 메모리 )과 이를 활용하는 휴리스틱 (예 : 인지 휴리스틱 )을 지정하는 것을 목표로하는 설명적 연구이다.

### 위험의 소통
휴리스틱에 대한 그의 연구와 함께 기거렌처는 실제로 위험을 계산하거나 정확하게 추정 할 수 있는 상황에서 위험 소통을 조사한다. 그는 인식과 환경 정보의 표현이 일치하는 곳에서 의사 소통에 대한 생태 학적 접근 방법을 개발했다. 예를 들어, 평범한 사람뿐만 아니라 전문가들도 베이즈 추론을 하는 데 종종 문제가 있는데, 이는 일반적으로 기저율 오류를 저지르고 있다.

## 같이 보기
- 편향-분산 트레이드오프
- 인지 편향
- 합리성

## 참고 문헌
1. ↑  Gerd Gigerenzer | Max Planck Institute for Human Development
2. ↑  Gigerenzer, Gerd (2008). “Why Heuristics Work”. 《Perspectives on Psychological Science》 3 (1): 20–29. doi:10.1111/j.1745-6916.2008.00058.x. PMID 26158666.
3. ↑  Gigerenzer, G (1991). “How to make cognitive illusions disappear: Beyond "heuristics and biases"”. 《European Review of Social Psychology》 2 (1): 83–115. doi:10.1080/14792779143000033.
4. ↑  Gigerenzer and Selten: Bounded Rationality: The Adaptive Toolbox. 2001.